# マーズ・サーベイヤー'98
マーズ・サーベイヤー'98（英語: Mars Surveyor '98）は、アメリカ航空宇宙局（NASA）の火星探査計画。火星の接近に合わせ、1998年～1999年に、火星周回軌道に乗るマーズ・クライメイト・オービターと火星に着陸するマーズ・ポーラー・ランダーの2つの探査機を打ち上げたが、共に失敗した。

## 結果
マーズ・クライメイト・オービター
当初の名称はマーズ・サーベイヤー'98オービター。
1998年12月11日打ち上げ。1999年9月23日に火星に到達したが、軌道投入に失敗、火星に墜落。
マーズ・ポーラー・ランダー
当初の名称はマーズ・サーベイヤー'98ランダー。
1999年1月3日打ち上げ。12月3日に火星に到達したが、着陸後に通信途絶。

## 失敗の影響
次の接近に合わせ、同様の火星探査計画マーズ・サーベイヤー2001が進行していたが、マーズ・サーベイヤー'98の失敗を受け、計画は中止となった。2001マーズ・オデッセイ（旧 マーズ・サーベイヤー2001オービター）は打ち上げられたものの、マーズ・サーベイヤー2001ランダーはほぼ完成していたにもかかわらず打ち上げ中止となった。 それだけでなく、この失敗は、以後2005年まで、火星接近ごとに2機ずつの探査機を打ち上げるとしたNASAの10年越しの計画マーズ・サーベイヤー・プログラム全体も中止に追い込まれる結果となった。
ただし、マーズ・サーベイヤー2001ランダーは、フェニックスに再利用された。